# Maria Pilch
Maria Pilch (ur. 3 lutego 1912 w Wiśle, zm. 18 lipca 1990 w Cieszynie) – nauczycielka i pisarka, badaczka Śląska Cieszyńskiego.

## Życiorys
Przyszła na świat w ewangelickiej rodzinie Ewy ze Śliwków (1892–1980) i Michała (1888–1917) Pilcha. Ojciec był właścicielem gospodarstwa „U Świerczka”. Zginął na froncie włoskim jako żołnierz armii austro-węgierskiej. Matka ponownie wyszła za mąż za wójta Pawła Raszkę, którego nazywano „królem Wisły”.
Maria uczyła się w 3-letniej szkole powszechnej w Wiśle, a w latach 1922–1928 w gimnazjum w Cieszynie. Jednocześnie pomagała w gospodarstwie, pasąc gęsi, owce i krowy.
Szybko zaważyła, że interesuje ją czytanie nie tylko Biblii i ewangelickich książek religijnych, ale i literatury pięknej. W latach 1928–1931 uczyła się w Prywatnym Seminarium Nauczycielskim Żeńskim im. M. Reja w Krakowie. W 1931 wróciła do Wisły. Nie mogąc znaleźć pracy w szkolnictwie publicznym, udzielała korepetycji dzieciom kuracjuszy. Zaprzyjaźniła się z pisarzem Gustawem Morcinkiem. W 1934 rozpoczęła pracę nauczycielki w szkole w Katowicach, potem pracowała w Siemianowicach. Wówczas poznała pochodzącego z Cieszyna L. Kobielę, jak ona zainteresowanego śląskim folklorem.
W latach 1939–1942 pracowała w mleczarni w Wiśle, potem krótko mieszkała w Warszawie i opiekowała się dziećmi. W 1943 została wysłana do III Rzeszy na roboty przymusowe. Po kilku miesiącach wróciła do Wisły. Pracowała jako ekspedientka.
Po wojnie zatrudniła się w Szkole Podstawowej w Wiśle-Malince, a od 1954 w Wiśle-Centrum. Ukończyła wyższy kurs nauczycielski w Kielcach w zakresie nauczania j. polskiego i historii. W 1966 przeszła na emeryturę. Nadal pracowała w szkolnej bibliotece, przygotowywała przedstawienia teatralne. Gromadziła eksponaty do powstającego Muzeum Beskidzkiego w Wiśle.
Zmarła w Domu Pomocy Społecznej w Cieszynie. Została pochowana na cmentarzu ewangelickim „Na Groniczku” w Wiśle.

## Twórczość
W 1928 zadebiutowała w czasopiśmie „Nasza Droga” tekstem Spod góralskiej strzechy. Czasopismo wydawała nauczyciela Marii, J. Morecka, współpracowniczka J. Korczaka. Maria poznała Z. i I. Solarzów, działaczy chłopskich i twórców Uniwersytetu Ludowego w Szycach. Po 1931 publikowała w „Zaraniu Śląskim” i „Głosie Młodzieży Ewangelickiej”. Będąc na emeryturze, pisała artykuły do „Głosu Ziemi Cieszyńskiej” i „Kalendarza Ewangelickiego”. Pisała teksty do wiślańskiego radiowęzła.
Na strychu w domu ojczyzma znalazła publikację B. Hoffa Początki Wisły i Wiślanie (Warszawa 1888), która wpłynęła na jej zainteresowanie etnografią, podobnie jak opracowanie M. Wysłouchowej Przyczynki do opisów wsi Wisły w Cieszyńskiem („Lud”, 1896). Nie prowadziła naukowych badań etnograficznych, ale wysłuchiwała opowieści wiślan, spisywała je, korzystała z miejscowych archiwów. Pisała eseje i opowiadania, które można określić jako „literackie pisarstwo etnograficzne”. Zostały zebrane w kilku tomikach. Pierwszym była Wisła, wieś słowiańsko-ewangelicka (Bytom 1948). Pisała w wiślańskiej odmianie gwary śląskiej. Opisywała przemiany Wisły: z biednej wsi rolniczo-pasterskiej do miejscowości letniskowej. Łączyła opisy życia religijnego ze starymi powiastkami i magicznymi obrzędami. Odnosiła się do kwestii kształtowania się polskiego poczucia narodowego, pisała o genezie dystansu najstarszych wiślan do polskości. Podejmowała temat życia kobiet połączonego z rytmem pór roku, przyjmując perspektywę feministyczną i nowoczesną. Pisała o ludzich z marginesu społecznego, nie traktowała seksualności jako tabu, a jako naturalny element życia, pisała o przemocy wobec kobiet, ich dyskryminowaniu. Według biografek Pilch książka nie spotkała się z ciepłym przyjęciem, gdyż autorka ujawniła to, co według patriarchalnej wizji świata powinno pozostać ukryte.
Kolejne prace były bardziej etnograficzne, mniej krytykujące opisywany świat. Maria Pilch wydała tomiki: Wisła naszych przodków (Wisła 1979), w którym opisała elementy życia wiślan: gospodarkę rolną, szałaśnictwo, budownictwo, dawne rzemiosła, zwyczaje rodzinne, doroczną obrzędowość i religijne rytuały, oraz Ze starej Wisły (Bielsko-Biała 1986), w którym pisała o osadnictwie, kulturze muzycznej, opublikowała literackie portrety indywidualne i zbiorowe, opisała ewangelicką kulturę pogrzebową, podjęła temat początków wiślańskiego letniska i relacje autochtonów z właścicielami pensjonatów i wczasowiczami.

## Spuścizna
Jej rękopisy (sygn. 2224/1-224/31) oraz wycinki prasowe z jej artykułów są przechowywane w Muzeum Beskidzkim im. A. Podżorskiego w Wiśle.
Z okazji 100. rocznicy jej urodzin odbyła się konferencja naukowa „Maria Pilch (1912–1990)”. Organizatorem była Miejska Biblioteka Publiczna im. J. Śniegonia w Wiśle. Opublikowano materiały pokonferencyjne.
Od 2012 Muzeum Beskidzkie w Wiśle organizuje Konkurs Gwarowy jej imienia, adresowany do dzieci i młodzieży ze szkół w Wiśle i okolicy.